# Franco Causio
Franco Causio (Lecce, 1 de fevereiro de 1949) é um ex-futebolista italiano que jogou na Juventus por muitos anos nas décadas de 1960, 1970 e 1980. Considerado como um dos maiores alas da Itália, ao longo de sua carreira, ele recebeu o apelido de "The Baron"  por causa de seus movimentos elegantes no campo e sua educação fora dele.

## Carreira

### Clubes
Atuou por oito diferentes equipes na carreira, todas da Itália, mas identificou-se mais com a Juventus. Na Vecchia Signora, jogou de 1970 a 1981, chegando a pertencer ao clube também de 1966 a 1968, quando fora pouco aproveitado. Participou ativamente de uma das melhores décadas do clube, faturando seis vezes o campeonato italiano, o último deles em sua temporada de despedida, em 1980/81, depois dela transferindo-se para a Udinese. Participou também dos áureos tempos da equipe friulana, fazendo dupla com Zico.

## Seleção

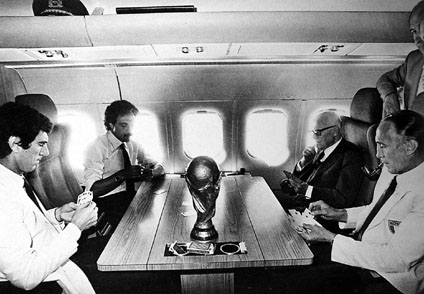
Causio, de bigode, no voo que levou os campeões de 1982 de volta à Itália. Na foto, está jogando cartas com o goleiro Dino Zoff (no banco ao seu lado), o presidente da Itália, Sandro Pertini (de óculos) e o técnico Enzo Bearzot, com a taça FIFA na mesa.

Causio jogou três Copas do Mundo pela Itália: na de 1974, a Squadra Azzurra decepcionou a caiu na primeira fase. Na de 1978, ficou na quarta colocação, assim como na Eurocopa 1980. Já como jogador da Udinese, Causio esteve também na de 1982. Veterano, ficou na reserva, entrando no final da decisão: para homengeá-lo, o técnico Enzo Bearzot o chamou, quando a partida já estava praticamente definida, colocando-o no lugar de Alessandro Altobelli aos 44 minutos do segundo tempo.

## Aposentadoria
Causio aposentou-se em 1988, na Triestina. Atualmente, trabalha na Sky italiana.

## Títulos
- Copa do Mundo de 1982